# Fox Sports (Australia)
Fox Sports es un grupo australiano de canales deportivos propiedad de Foxtel y operado por el mismo. Sus principales competidores son ESPN y beIN Sports, ambos disponibles como parte de una suscripción a Foxtel o Kayo Sports.
Fox Sports en Australia se diferencia de otros canales con la marca Fox Sports en los Estados Unidos y en otras partes del mundo en que no son propiedad de Fox Corporation y Walt Disney Company respectivamente, sino de Foxtel. No obstante, tanto las empresas estadounidenses como las australianas permanecen bajo el control de la familia Murdoch, ya que Foxtel es propiedad mayoritaria de News Corp Australia, controlada por Murdoch.

## Historia
Fox Sports comenzó su vida como Premier Sports Network (más tarde solo Premier Sports) como el único canal local completamente operativo en el lanzamiento del primer servicio de televisión paga de Australia, Galaxy. Los patrocinadores de Premier Sports incluyeron a la empresa estadounidense Prime International, que más tarde se convirtió en parte de Liberty Media.
El servicio se lanzó a las 16:00 el 26 de enero de 1995 en Sídney, y se hizo un nombre por sí mismo, asegurando los derechos de la gira de cricket de Australia por las Indias Occidentales. Anteriormente, las giras de cricket australianas se habían cubierto en Nine Network en abierto, y Nine intentó detener la transmisión bajo las reglas antisifón de Australia , que establecen que ciertos eventos deportivos populares no se pueden proyectar exclusivamente en televisión de pago. PSN firmó un acuerdo con Network 10 para compartir los derechos de transmisión.
Cuando Foxtel lanzó su servicio de cable más tarde ese año, PSN se incluyó como parte del paquete. Entre 1995 y 2010, Fox Sports transmitió juegos de la National Basketball League. El 1 de marzo de 1996, PSN se relanzó como Fox Sports Australia, coincidiendo con la nueva competición de rugby Union Super 12 y el lanzamiento propuesto de la Superliga.
En 1997 se lanzó un canal secundario en Foxtel para transmitir las transmisiones de la nueva competencia de la Superliga. Fox Sports y su principal competidor, Sports Australia, compartieron los derechos de las transmisiones de NRL como resultado del acuerdo legal en la guerra de la Superliga. El canal de Foxtel se relanzó más tarde como Fox Sports Two , al principio transmitiendo de viernes a lunes cada semana, y luego se expandió a un servicio completo de 24 horas y 7 días en 2002.
Cuando Optus Vision abandonó el servicio C7 Sport en marzo de 2002, comenzaron a llevar los canales de Fox Sports. Optus los denominó "Optus Sports 1" y "Optus Sports 2" en el material promocional de Optus; La programación al aire se refirió a los canales simplemente como "Sports One" y "Sports Two", aunque programas como los boletines nocturnos de Fox Sports News conservaron el nombre de Fox. Optus eliminó el nombre de "Optus Sports" en octubre de 2002.
Fox Sports Two se usó generalmente para cubrir eventos más grandes que requieren una gran cantidad de tiempo en el aire, como los Juegos Olímpicos de Invierno de 1998, los torneos de tenis Grand Slam y la Eurocopa 2004. Ahora se especializa como un canal de Rugby League dedicado 24 horas al día, 7 días a la semana, Fox League.
Durante los Juegos de la Mancomunidad de 2006 en Melbourne, Fox Sports transmitió ocho canales adicionales dedicados a los eventos de los Juegos. Estos estaban disponibles para los clientes con un cargo adicional.
Fox Sports fue la emisora exclusiva de la A-League desde su primera temporada en 2005 hasta 2020. En 2006, se alcanzó un acuerdo de 120 millones de dólares australianos entre la Federación de Fútbol de Australia y Fox Sports después del final de la primera temporada. Según el acuerdo, Fox Sports tenía derechos exclusivos desde 2007 sobre todos los partidos internacionales locales de los Socceroos, todos los partidos de la A-League y la Copa Asiática, las eliminatorias de la Copa del Mundo a través de la Confederación Asiática de Fútbol y todos los partidos de la Liga de Campeones de la AFC.
El acuerdo para cubrir la A-League en vivo y en exclusiva cosechó grandes recompensas para Fox Sports, sus índices de audiencia fueron muy fuertes en la temporada 2006-07 y la gran final de la liga A de 2007 se convirtió en ese momento en el evento de calificación más alto de Fox Sports.
Las valoraciones del fútbol en general han sido muy buenas. El primer partido de los Socceroos de la Copa Asiática 2007 atrajo a 345.000 espectadores, mientras que su Cuartos de final atrajo un promedio de 419.000 - en ese momento, un récord de todos los tiempos para la televisión de pago australiana. Este récord se batió el 1 de abril de 2009, cuando los Socceroos derrotaron a Uzbekistán para ponerlos muy cerca de la clasificación para la Copa Mundial de la FIFA 2010. Este partido fue visto por una media de 431.000 personas.
En 2007, Fox Sports llegó a un acuerdo para transmitir 4 juegos en vivo y en exclusiva de la AFL cada semana. Esto incluye el único partido exclusivo del crepúsculo del domingo. Además, transmitirán los partidos del viernes por la noche en vivo en Nueva Gales del Sur y Queensland a través del canal 518 sin cargo adicional, que normalmente se usa para el Evento Principal del servicio de pago por evento . Cuando el canal 518 a se usa de esta manera, se promociona como Fox Sports Plus al aire.
El canal se usa cada vez más para mostrar eventos en vivo cuando Fox Sports tiene un enfrentamiento que involucra a sus 3 canales principales. El sábado 17 de marzo de 2007, por ejemplo, Fox Sports transmitió un partido de la Copa Mundial de Cricket de 2007 (Irlanda contra Pakistán) en vivo el 518, ya que estaba comprometido con el fútbol, el rugby y otro partido de cricket en sus 3 canales principales.
En 2010, la cobertura de Fox Sports de los juegos de la National Rugby League tuvo 73 de los 100 mejores programas de cualquier tipo transmitidos por Foxtel. En febrero de 2012, Premier Media Group cambió su nombre a Fox Sports Pty Limited.
El 5 de marzo de 2013, Fox Sports inauguró su nueva sede en Gore Hill en Sídney Se anunció que el estudio principal se llamaría Clive Churchill Studio en honor al inmortal de la liga de rugby Clive Churchill, ya que el estudio albergará la cobertura de NRL. Las innovaciones técnicas fueron lo más destacado, con el CEO Patrick Delany presentando FoxKopter, FoxMobile Segway, Ref Cam y Cornerpost Cam. Fox Sports también lanzó un nuevo logotipo corporativo en línea con sus emisoras afiliadas globales.
El 3 de septiembre de 2014, Fox Sports anunció que SPEED y Fuel TV cambiarían de nombre a FOX Sports 4 y FOX Sports 5 el 3 de noviembre de 2014, de los cuales ambos estarán disponibles en HD. Además, se anunció que FOX Sports News lanzaría una transmisión en HD el mismo día, llevando la suite de FOX Sports a 7 canales, todos disponibles en HD.
El 23 de febrero de 2017, se lanzó Fox Sports More, un nuevo canal para eventos emergentes en vivo.

### Historia corporativa
Fox Sports Australia Pty Limited (anteriormente Premier Media Group Pty Limited) es una subsidiaria de Foxtel que posee redes de televisión relacionadas con los deportes y propiedades digitales. Posee los canales de televisión por suscripción australianos Fox Sports, Fox Sports News y Fox Footy y una variedad de contenido de video, texto y estadísticas para televisión, teléfono móvil y entrega en línea. Opera los servicios de transmisión por suscripción Watch AFL y Watch NRL que muestran contenido deportivo australiano a audiencias globales.
En febrero de 2012, Premier Media Group cambió su nombre a Fox Sports, y el director ejecutivo Patrick Delany explicó: "El cambio de Premier Media a Fox Sports proporciona un reflejo más sólido del negocio principal de la empresa en su nombre, que es y seguirá siendo ser, deporte".
El 2 de noviembre de 2012, News Corp tomó el control de Consolidated Media Holdings después de que la Comisión Australiana de la Competencia y del Consumidor, el Tribunal Federal y los accionistas de Consolidated Media Holding aprobaran una fusión de 2.000 millones de dólares , convirtiendo a News Corp en 100% propietario de Fox Sports Pty Ltd. En abril de 2018, News Corp Australia trasladó la propiedad de la empresa a una de sus subsidiarias Foxtel, una empresa conjunta con Telstra.

## Canales
- Fox Sports News: Canal 500 y Canal 254 en HD.
- Fox Críquet: Canal 501 y Canal 255 en HD. Con la marca Fox Sports 1 antes del 23 de febrero de 2017, luego con la marca Fox Sports 501 del 23 de febrero de 2017 al 17 de septiembre de 2018.
- Fox League: Canal 502 y Canal 256 en HD. Con la marca Fox Sports 2 antes del 23 de febrero de 2017.
- Fox Sports 503 : Canal 503 y Canal 257 en HD. Con la marca Fox Sports 3 antes del 23 de febrero de 2017.
- Fox Footy: Canal 504 y Canal 258 en HD.
- Fox Sports 505 : Canal 505 y Canal 259 en HD. Con la marca Fox Sports 4 antes del 23 de febrero de 2017.
- Fox Sports 506 : Canal 506 y Canal 260 en HD. Con la marca Fox Sports 5 antes del 23 de febrero de 2017.
- Fox Sports More: Canal 507 y Canal 264 en HD. Aunque se emite 24 horas al día, 7 días a la semana, el canal solo actúa como un canal emergente con programación ocasional.
- Fox Sports Ultra HD : canal 508 en 4K Ultra HD.

### Antiguos canales
- Fox Sports 501 : Canal 501. También disponible en HD. Reemplazado por Fox Cricket .
- Fox Sports 502 : Canal 502. También disponible en HD. Reemplazado por Fox League .
- Fox Sports Plus : lanzado el 6 de septiembre de 2012, el canal mostró qué deportes en vivo y próximos estaban disponibles a través de Viewer's Choice en Fox Sports 1, 2, 3, 4 y 5.[12] El canal dejó de transmitir el 9 de febrero de 2017, y fue reemplazado el 23 de febrero de 2017 por Fox Sports More.
- Fuel TV (reemplazado por Fox Sports 505)[9][10]
- Main Event: el canal del evento principal se utilizó como un canal de "desbordamiento" cuando se necesitaban retransmitir varios eventos deportivos en directo. Esto incluyó Friday Night AFL en Nueva Gales del Sur, Queensland y el Territorio de la Capital Australiana y los sábados por la noche en Nueva Gales del Sur (excluyendo el mercado de Wagga Wagga) y Canberra. También se utilizó en todo el país para unpartido de los Socceroos en junio de 2007. En muchas ocasiones, el canal de Main Event se utilizó cuando la Premier League tuvo múltiples juegos en una noche, aunque el uso en esta capacidad es raro ahora que el sistema "Viewer's Choice" de mostrar múltiples partidos en un canal a través de multidifusión (presionando el "Botón Rojo" en un control remoto Foxtel / Austar). A diferencia de la AFL, la NRL nunca se transmitió en el sur de Australia a través de Fox Sports Plus los viernes por la noche, lo que hizo que sus fanáticos del sur de Australia tuvieran que esperar hasta al menos después de la medianoche para una repetición del partido en los canales locales gratuitos hasta 2012. .
- Velocity (reemplazado por Fox Sports 506)[9][10]
- Footy Play con tecnología de Fox Sports (disponible en Xbox 360, Telstra T-Box y Foxtel en Internet TV).
- Sports Play con tecnología de Fox Sports (disponible en Xbox 360, Telstra T-Box y Foxtel en Internet TV hasta 2013, cuando Fox Sports 1-3 se lanzó en estos servicios).

## Programación

### Programación actual
- The Back Page
- E-League (Australia)
- Fight Call Out (2017–presente)
- Fox Fans League
- Fox Sports FC
- The Golf Show
- Hammer Time
- Inside Rugby
- Inside Supercars
- Supercars Trackside
- Kick Off
- Matchday Saturday
- Monday Night with Matty Johns (2013–presente)
- NRL 360 (2013–presente)
- Shoot Out
- Supercars Life
- UFC Fight Week

### Programación anterior
- Bill & Boz (2017-2019)
- Inside Cricket
- The Crew (2013-2015)
- On the Couch with Sterlo (2013-2017)
- Santo, Sam and Ed's Total Football (2013-2015)

## Deportes/competiciones televisadas por Fox Sports

### Reglas australianas de futbol
- Temporada Premiership de la Australian Football League (Transmite tres partidos en vivo durante la mayoría de los fines de semana de la temporada regular siempre que el canal hermano Fox Footy esté proyectando otro partido EN VIVO al mismo tiempo. Fox Sports ocasionalmente proyecta otros programas como revistas y programas de panel que se producen y transmiten por Fox Footy.

### Baloncesto
- Copa Mundial de Baloncesto
- Euroliga
- National Basketball League (todos los juegos en vivo, incluidas las semifinales y la Gran Final)
- Women's National Basketball League (compartida con ABC)

### Deportes de combate
- Campeonato de lucha en jaula
- Evolución
- Fight Call Out (2017-presente) [18]
- Fox Sports Friday Night Fights
- Hora del martillo
- Rodillas de furia
- MMA leyenda
- Academia Maximus
- Semana de lucha de UFC [19]
- El último combatiente
- WWE Raw - versiones de una hora
- WWE Smackdown - versiones de una hora

### Criquet
- Equipo de cricket nacional australiano International Test Cricket (compartido con Seven Network )
- Internacionales de un día de la selección de cricket de Australia
- selección de cricket australiano Twenty20 Internationals
- Equipo de cricket nacional australiano Prueba internacional de críquet femenino (transmisión simultánea de la cobertura de Seven Network)
- Internacionales de un día femenino de la selección de cricket de Australia (transmisión simultánea de la cobertura de Seven Network)
- Equipo nacional de cricket de Australia Women Twenty20 Internationals (transmisión simultánea de la cobertura de Seven Network)
- Final de Sheffield Shield de primera clase nacional australiana
- Copa nacional australiana Lista A JLT de un día
- Twenty20 Big Bash League nacional australiana los 61 juegos (43 compartidos con Seven Network )
- Twenty20 Women's National Australian Women's Big Bash League (Transmisión simultánea de la cobertura de Seven Network)
- Serie local de la selección de cricket de Inglaterra
- Serie local de la selección de cricket de las Indias Occidentales
- Serie local de la selección de cricket de Nueva Zelanda
- Serie local de la selección de cricket de Sudáfrica
- Serie local de la selección de cricket de Pakistán
- Serie local de la selección de cricket de Sri Lanka
- Serie local de la selección de cricket indio
- Premier League de la India
- Global T20 Canadá
- Liga Premier del Caribe
- Hong Kong T20 Blitz

### Dardos
- Campeonato Mundial de Dardos de la PDC
- Copa Mundial de Dardos de la PDC
- Premier League

### Hockey sobre hierba
- Liga profesional masculina
- Liga profesional femenina
- Copa Oceanía
- Liga India de Hockey

### Golf
- PGA Tour (todas las rondas)
- PGA European Tour
- Champions Tour
- Women's Major Golf Championships
- Asian Tour (Highlights)
- Abierto de los Estados Unidos
- The Masters
- Abierto Británico de Golf
- Campeonato de la PGA

### Hockey sobre hielo
- Australian Ice Hockey League (Highlights)

### Deportes de motor

#### Automovilismo
- Fórmula 1

#### Open wheel
- IndyCar Series
- Campeonato de Fórmula 2 de la FIA
- Campeonato de Fórmula 3 de la FIA
- Indy Lights
- Toyota Racing Series

#### NASCAR
- Copa NASCAR
- NASCAR Xfinity Series
- NASCAR Camping World Truck Series

#### Turismo
- Supercars Championship (compartido con Seven Network)
- Copa Mundial de Turismos
- Campeonato Británico de Turismos
- DTM
- Campeonato Nacional de Carreras de Aceleración de Shannons
- Summernats

#### Carreras de aceleración
- Australian GT Championship
- 12 Horas de Bathurst
- Michelin Pilot Challenge
- 24 Horas de Dubái
- Campeonato de Europa de Carreras de Camiones
- 24 Horas de Nürburgring
- Campeonato Nacional de Carreras de Aceleración de Shannons
- Campeonato Mundial de Resistencia de la FIA

- Serie ANDRA Pro

#### Bicicletas
- MotoGP (compartido con Network Ten)
- Campeonato Mundial de Superbikes (compartido con SBS)
- Campeonato Británico de Superbikes
- Campeonato de Australia de Superbikes

#### Rally
- Campeonato Mundial de Rally (compartido con 10 Bold)
- Campeonato de Rally de Australia (compartido con 10 Bold)
- Campeonato Británico de Rally
- Campeonato de Europa de Rally
- Campeonato de Europa de Rallycross

#### Speedway
- Grand Prix de Speedway
- Copa Mundial de Speedway
- British Elite Speedway
- World Series Sprintcars
- Australian Sprintcar Championship
- Chequered Flag
- Campeonato Mundial de Speedway sobre hielo
- Gran clásico anual de Sprintcar
- World of Speedway

#### Motocross
- Campeonato de Motocross
- Campeonato Australiano de Supercross
- Campeonato Británico de Motocross
- Campeonato Mundial de Enduro
- Campeonato Mundial de Motocross
- MX de Naciones
- Supermoto
- MXTV

### Rugby league
- National Rugby League (cada juego en vivo, 5 juegos en vivo y exclusivo y 3 juegos en vivo con nueve en una ronda completa). Fox Sports proyecta ocasionalmente otra programación, como nuevas revistas y programas de panel que son producidos y transmitidos por Fox League.
- Copa Holden (2008-2017)
- New South Wales Cup
- Rugby Football League 's Super League

### Rugby
- Super Rugby (Todos los juegos en vivo y exclusivos) (1995-2020)
- Super W (Todos los juegos en vivo y exclusivos) (2018-2020)
- The Rugby Championship (compartido con Network Ten) (1995-2020)
- Wallabies internationals (compartido con Network Ten) (1995-2020)
- Global Rapid Rugby (compartido con SBS Sport)
- National Rugby Championship
- Currie Cup
- Copa ITM

### Fútbol
- A-League (todos los partidos en vivo, partidos del sábado por la noche compartidos con ABC TV) (2004-2021)
- Serie final de la A-League (todos los juegos en vivo, compartidos con ABC TV) (2004-2021)
- Liga de Campeones de la AFC  (todos los partidos en los que participan equipos australianos en directo, más algunos más) (-2021)
- Copa Asiática (todos los Juegos, 28 partidos (incluido  Australia) exclusivamente en vivo) (-2021)
- Amistosos de  Australia (todos los juegos incluyen la Copa Asiática de la AFC y excluyen los juegos finales de la Copa Mundial de la FIFA, compartidos con SBS Viceland (solo dos partidos) y ABC TV para la segunda ronda de clasificación para la Copa del Mundo) (-2021)
- Superliga de India
- Otros partidos de fútbol internacional separados
- A-League Women (un partido en vivo por semana, más las dos semifinales y la gran final en vivo; compartido con ABC TV) (2015-2021)

### Surf
- Liga Mundial de Surf (todos los eventos en vivo)

### Bolos
- Rollin' Thunder
- Weber Cup

### Tenis
- Roland Garros (compartido con SBS Sport de 2018)[13]
- World Tennis Challenge
- Torneo de Hobart
- Campeonato de Wimbledon (compartido con Seven Network)
- Abierto de Estados Unidos (cuartos de final en adelante compartidos con SBS Sport desde 2017)[14]
- ATP Tour 250: Torneo de Montpellier, Torneo de Quito, Torneo de Memphis y el Torneo de Ginebra)
- WTA Tour (repeticiones)
- Abierto de Hawái

## Disponibilidad
Fox Sports está disponible a nivel nacional y está disponible en Foxtel en el paquete de My Sport y Optus con Foxtel en el paquete Total Sport.